# Maria Östling
Maria Cecilia Christina Östling (Frustuna, 17 de enero de 1978) es una deportista sueca que compitió en natación, especialista en el estilo braza.
Ganó una medalla de bronce en el Campeonato Mundial de Natación en Piscina Corta de 1999, tres medallas en el Campeonato Europeo de Natación, en los años 1999 y 2004, y una medalla de plata en el Campeonato Europeo de Natación en Piscina Corta de 1998.

## Palmarés internacional
| Campeonato Mundial en Piscina Corta | Campeonato Mundial en Piscina Corta | Campeonato Mundial en Piscina Corta | Campeonato Mundial en Piscina Corta |
| Año                                 | Lugar                               | Medalla                             | Prueba                              |
| ----------------------------------- | ----------------------------------- | ----------------------------------- | ----------------------------------- |
| 1999                                | Hong Kong (China)                   | Medalla de bronce                   | 4 × 100 m estilos                   |
| Campeonato Europeo                  |                                     |                                     |                                     |
| Año                                 | Lugar                               | Medalla                             | Prueba                              |
| 1999                                | Estambul (Turquía)                  | Medalla de bronce                   | 4 × 100 m estilos                   |
| 2004                                | Madrid (España)                     | Medalla de oro                      | 50 m braza                          |
| 2004                                | Madrid (España)                     | Medalla de bronce                   | 100 m braza                         |
| Campeonato Europeo en Piscina Corta |                                     |                                     |                                     |
| Año                                 | Lugar                               | Medalla                             | Prueba                              |
| 1998                                | Sheffield (Reino Unido)             | Medalla de plata                    | 4 × 50 m estilos                    |